# Madame Verdurin
Madame Verdurin és un personatge de l'obra de Marcel Proust, A la recerca del temps perdut.

## Descripció
És, com Charlus, un dels personatges desbordants fruit de la imaginació de Proust. Mentre que Oriana, la duquessa de Guermantes, personifica el declinar de l'aristocràcia en el moment del canvi de segle, la senyora Verdurin encarna l'mparable ascens de la burgesia.
El seu saló, situat al quai de Conti, a París, és un dels més descrits a A la recerca del temps perdut. Apareix des de les primeres pàgines de Pel cantó de Swann. Intenta reunir al seu voltant un grup de «fidels» als quals vol imposar, amb el seu consentiment, els seus gustos artístics, per exemple, en una època, el pintor Elstir, però dels quals vol també dirigir-ne la vida sentimental, com fa amb Odette i amb Swann, esforçant-se en apropar-los, abans de treballar per separar-los quan comprèn que Swann freqüenta gent molt superior a ella en l'àmbit de la mundanitat.
Madame Verdurin no gosa riure perquè una vegada se li va desencaixar la mandíbula. Des que el metge Cottard l'hi va tornar a posar a lloc, l'anomena «doctor Déu».
Madame Verdurin acaba per trobar en la princesa Sherbatoff la fidel ideal, amb la qual voldria fins i tot ser enterrada.
Al fi de la novel·la, Madame Verdurin es casa amb el príncep de Guermantes, esdevingut vidu.

## Models possibles
- Madame de Sant-Marceaux, nascuda Jourdain (1850-1930), esposa de l'escultor René de Sant-Marceaux (1845-1915), àvia de l'escultor Jean-Claude de Sant-Marceaux.
- Pauline Ménard-Dorian (1870-1941)
- Madame Arman de Caillavet (1844-1910), segons George Painter
- Madeleine Lemaire (1845-1928), segons Jean-Yves Tadié i André Germain
- Misia Serveix
- Madame Verdurin manlleva igualment característiques d'uns altres personatges: al fi de la seva vida esdevé "gran sacerdotessa de les Ballets Russos", com ho era a la realitat la comtessa Greffulhe, a qui manlleva igualment una part del seu mobiliari.[3]

## Intèrprets en adaptacions cinematogràfiques
| Madame Verdurin és interpretada per: - Marie-Christine Barrault a L’amor de Swann de Volker Schlöndorff (1984) - Marie-France Pisier a Le Temps retrouvé de Raoul Ruiz (1999) - Dominique Blanc a À la recherche du temps perdu de Nina Companeez (2011) | Monsieur Verdurin és interpretat per: - Jean-Louis Richard a L’amor de Swann de Volker Schlöndorff (1984) - Jérôme Prieur a Le Temps retrouvé de Raoul Ruiz (1999) - Hervé Pierre a À la recherche du temps perdu de Nina Companeez (2011) |